# 인도 공과대학교 카라그푸르
인도 공과대학교 카라그푸르(Indian Institute of Technology, Kharagpur, 줄여서 IIT Kharagpur)는 인도 서벵골주 카라그푸르에 위치한 공과 대학이다. 1951년 7개의 기존 인도 공과대학교 중 최초로 설립된 학교이다. 
1947년 인도 독립 직후 정부가 국가의 과학, 기계, 공학부문을 심도 있게 훈련·연구·발전시키기 위해 특별법을 제정해, 1951년 인도 공과대학교 카라그푸르 캠퍼스가 최초로 설립되었다. 그 이후 인도 공과대학교가 ·뭄바이·마드라스·칸푸르·델리·구와하티·루르키에 설립되며 7개 공학연구학교들이 설립되었다.  
설립 이후 인도 과학과 기술 발전에 큰 역할을 했으며 이공계 뿐만 아니라 인문, 상경, 사회과학계 학부의 육성에도 좋은 성과를 내고 있다. 공학, 이학, 건축학, 인문과학 분야에서 수많은 공적을 쌓았으며 유능한 과학자들을 배출해낸 공과 대학교이다. 
저명한 졸업생에는 구글의 모 기업인 알파벳 및 구글 CEO인 선다 피차이, 버크셔 해서웨이 부회장인 아지트 자인, 캘리포니아 대학교 샌디에이고의 총장인 프라딥 코슬라, 전 인도우주연구기구 회장인 K.라다크리슈난, 전 보다폰 CEO 및 최고 경영자인 아룬 사린, 전 인도 중앙은행 총재인 두부리 수바라오, 전 유나이티드 항공 회장인 로노 두타, 시러스 로직 창시자인 수하스 파탈, 전 국제 로터리 회장인 칼리안 바네르지, 전 델 인디아 회장인 수레시 바스와니, 현 존스 홉킨스 대학교 교수인 S.라오 코사라주, 인포그룹의 창립자인 비노드 굽타, 전 HP 연구소 이사장인 프리스 바네르지, 유니테크 그룹 창시자인 라메쉬 찬드라, 전 타타 자동차 부회장인 라비 칸트 등이 있다.
인도 공과대학교 카라그푸르 출신은 인도 뿐만 아니라 전 세계의 지도층을 형성하고 있다는 말이 나올 정도로, 인도내뿐만 아니라 세계적으로도 높은 권위를 자랑한다.

## 학문 및 연구

### 학부 과정
자연과학, 공학, 인문/사회과학, 건축 및 설계 학문에서 다양한 학부·대학원 과정을 제공한다. 현재 학부 과정 기준 19개의 학과가 설치되어 있다.
대학교의 학부는 4년제 과정(B.Tech)과 5년제 학사&석사 통합과정(Integrated M.Sc, B.Tech&M.Tech Dual Degree, B.Arch)로 구성되어있다. 학부 학생들은 의학, 법학, 경영학 등의 전문 분야는 공부할 수 없으며 자연과학, 공학, 사회과학, 인문학을 공부한다. 전문대학원 과정에 메디컬 스쿨, 로스쿨과 비즈니스 스쿨 등을 두고 있다.
- 자연과학 (Natural Sciences)
  - 화학과 (Chemistry)
  - 지질학 및 지구물리학과 (Geology and Geophysics)
  - 수학 및 전산학과 (Mathematics and Computing)
  - 물리학과 (Physics)

- 공학 (Engineering)
  - 컴퓨터공학 (Computer Science & Engineering)
  - 전자 및 전기통신공학과 (Electronics & Electrical Communication Engineering)
  - 전기공학과 (Electrical Engineering)
  - 화학공학과 (Chemical Engineering)
  - 기계공학과 (Mechanical Engineering)
  - 우주공학과 (Aerospace Engineering)
  - 농업 및 식품공학과 (Agricultural & Food Engineering)
  - 토목공학과 (Civil Engineering)
  - 산업 및 시스템공학 (Industrial & Systems Engineering)
  - 금속공학 및 재료공학과 (Metallurgical & Materials Engineering)
  - 채광공학과 (Mining Engineering)
  - 해양공학 및 선박공학과 (Ocean Engineering & Naval Architecture)
  - 생명공학과 (Biotechnology)
- 인문예술사회과학 (Humanities, Arts, and Social Sciences)
  - 인문학 및 사회과학과 (Humanities & Social Sciences)
- 건축및설계 (Architecture and Planning)
  - 건축학 및 설계학과 (Architecture & Regional Planning)

## 같이 보기
- 인도 공과대학교
- 선다 피차이